# 西克莫無花果
西克莫無花果（學名：Ficus sycomorus） 也称桑叶无花果、西克莫或埃及无花果，是無花果屬的種，自古以来就被種植。

## 詞源和名稱
西克莫無花果的種名sycomorus源自古希腊语 （ sykómoros 、無花果桑葚）可能源自sykón （無花果）和moron （桑树），也可能源自希伯来语的桑树（shiqmah ）。後演變為拉丁語、古法語sagremore、sicamor，最終在14世紀時成為英語sicamour。
西克莫無花果英文名稱分為Sycamore與Sycomore，Sycamore一名也會用于岩槭（Acer pseudoplatanus）或悬铃木（Platanus）上 。

## 分布
西克莫無花果原產於非洲撒赫勒地區以南、南回歸線以北，但不包括中西部的雨林。它自然生長於黎巴嫩、阿拉伯半島南部、賽普勒斯、馬達加斯加的特定地區，以及以色列、巴勒斯坦和埃及。在其原生棲息地中，這種樹通常生長在沿河的肥沃土壤中，或與其他樹種混合的林地中。

## 描述
西克莫無花果可長至20公尺高，枝葉橫向伸展，形成濃密而圓形的樹冠。葉片呈心形，頂端圓鈍，長約14公分、寬約10公分，呈螺旋狀排列於枝條上。葉面為深綠色，葉背較淡，帶有明顯的黃色葉脈，且正反兩面皆具粗糙質感。葉柄長0.5至3公分，具細毛。其果實為大型可食用的無花果，直徑約2至3公分，成熟時顏色由淡綠色轉為黃色或紅色。果實以密集的簇狀排列於長枝或葉腋處。全年皆可開花結果，但以7月至12月為高峰期。樹皮顏色介於黃綠至橙色之間，會剝落成紙狀碎片，露出黃色的內皮。如同其他無花果樹一樣，樹內含有乳汁。
其全年皆可結果，從四月或更晚一些（依品種而異）開始，一直到冬季。它有時被分為連續的五個「果期」。

## 種植
在埃及，已知有兩個主要的西克莫無花果品種。Roumi（也稱為 Falaki 或 Turki）的特徵是枝條較為橫向擴展，枝條和葉柄較粗壯，葉片排列較密且寬於長，果實較大、扁平，呈寬闊的粉紅色；Kelabi（也稱為 Arabi 或 Beledi）則具有較為垂直的枝條，整體較為纖細，葉片較小，果實也較小，呈黃綠色的梨形。
根据植物学家丹尼爾·佐哈里、玛丽亚·霍普夫（Maria Hopf）的说法，西克莫無花果的栽培「幾乎完全」是由古埃及人發展起來的。 西克莫無花果的遺骸從史前埃及便已出現，並在西元前三千年初期大量出土，它被視為古埃及的生命之樹。西克莫無花果的果實、木材，甚至是枝條，在古埃及早期王國、中期王國與晚期王國的墓葬中都屢見不鮮。許多乾燥的果實（sycons）上仍可見特有的刻痕，顯示古埃及人早已掌握了讓果實成熟的技術，這種技術至今仍能見到。
雖然西克莫無花果需要與共生蜂 Ceratosolen arabicus行有性繁殖，而這種黃蜂如今在埃及已經滅絕，佐哈里與霍普夫仍堅信埃及是其發展的主要地區。此外，古埃及一些木乃伊的棺材是以這種樹木的木材製成。在熱帶地區，這種黃蜂仍然常見，並且與線蟲、其他寄生黃蜂，以及各種掠食性動物共同構成複雜的小型生態系。西克莫無花果會不定期地開花結果，因此可持續吸引構成此生態圈的昆蟲與動物。
在古埃及的花园里，人们常在人工水池周围种植西克莫無花果。 
西克莫無花果、罂粟與孜然等植物在鐵器時代由非利士人傳入以色列，與一同引進。這些無花果榕樹過去在貝魯特西部地區非常常見，甚至為當地的一個街區命名——Gemmayzeh（الْجُمَّيْزَة al-Ǧummayzah），意為「sycamore fig」。然而，如今這些樹木在該地區已大多消失。

### 花园
在近东，西克莫無花果是一种有广泛用途的果樹和观赏植物。它的枝干繁茂，能夠遮蔭。

## 宗教

### 犹太教和基督教

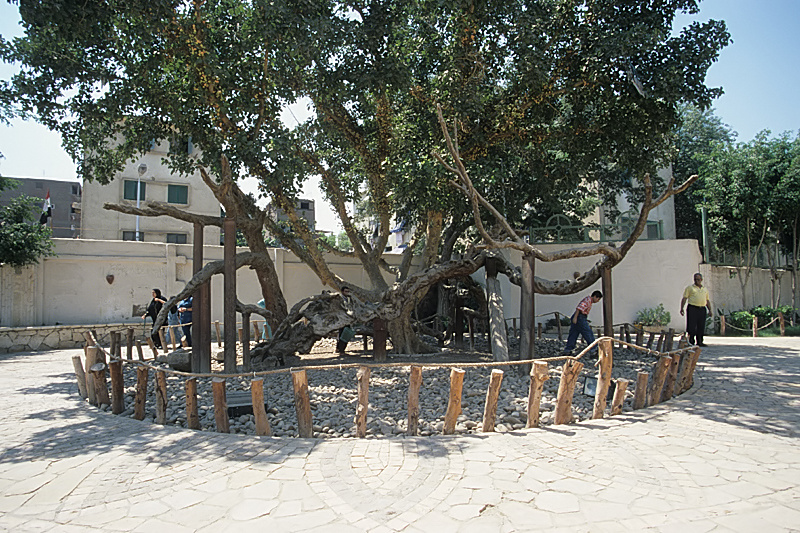
埃及的圣母树

在希伯來聖經中，西克莫無花果（羅馬化：shiqmā  ; Strong 编号 8256）被提及了七次，在新約聖經中則出現一次（羅馬化：sykomoraia  或 sykomorea ；Strong 编号 4809）。它在耶利哥和迦南曾是一種受歡迎且極具經濟價值的果樹。
在埃及瑪塔里亞有一棵被稱為聖母之樹（Tree of the Virgin）的西克莫無花果，是朝聖地之一。雖然這棵樹並非原始的同一株，但當原樹枯死後，便會以其枝條扦插繁殖並重新栽種於同一地點。相傳圣家曾在此樹下避難。科普特教会的教宗狄奧非羅（Theophilus）也流傳一段傳說：聖若瑟曾有一根手杖，後來被幼年的耶穌折斷。當若瑟將其斷枝埋入土中時，一棵西克莫無花果便從地裡長出，為他們提供了庇護。

### 其他宗教
在古埃及，西克莫無花果与女神哈索尔、伊西斯和努特有关。與努特相關的祈禱詞中常提到「努特的無花果」，人們向其祈求水與呼吸。這些女神有時被描繪為樹木，有時站在樹前手持水器，或以部分人體（如手臂或乳房）與樹融為一體。西克莫無花果被認為是古埃及最重要的象徵生命之樹。
在古埃及的情詩中，西克莫無花果也被視為戀人幽會之地。喪葬文獻中還有提到綠松石雙榕，據說太陽神拉正是從那裡升起，暗示它們可能面向東方或位於東方地平線。
在現代埃及民間傳說中，西克莫無花果仍保有神秘與魔法的象徵意義。在故事〈活該！〉（It Serves Me Right!）中，它被視為壽命之樹（Tree of Lifespans）。樹上的果實在一個人的壽命結束時會變乾，而當人仍有壽命時果實則新鮮可食。因此，故事中井底世界的居民只吃那些乾癟且腐壞的果實，留下新鮮的果實不動。
在基庫尤人的宗教中，西克莫無花果被視為聖樹。所有對至高神恩蓋（Ngai或 Murungu）的祭祀都在這棵樹下進行。每當一棵 Mugumo 樹倒下，就被視為惡兆，長老必須進行儀式以化解厄運，這些傳統儀式至今仍有實行。

## 相片

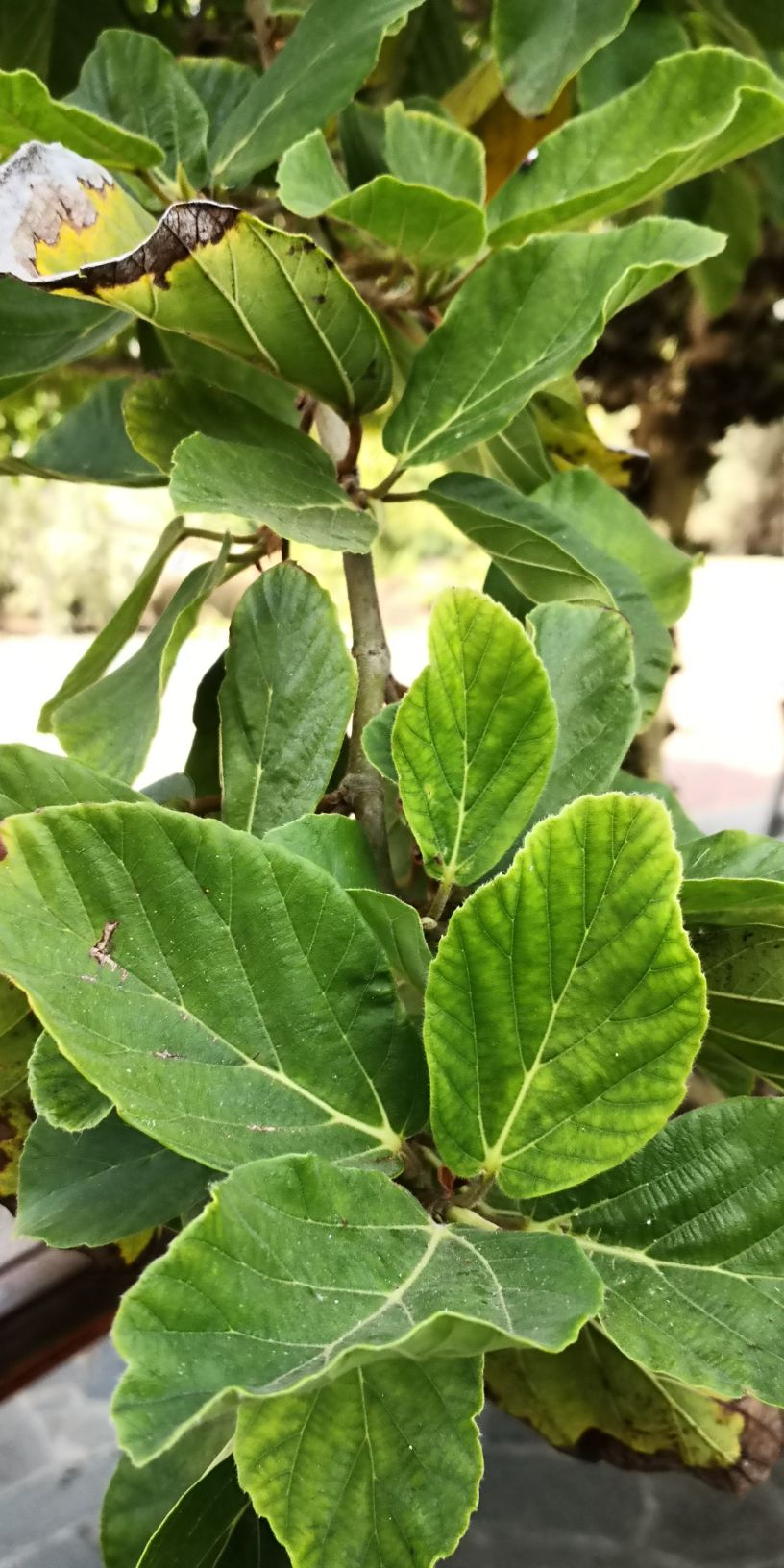
葉
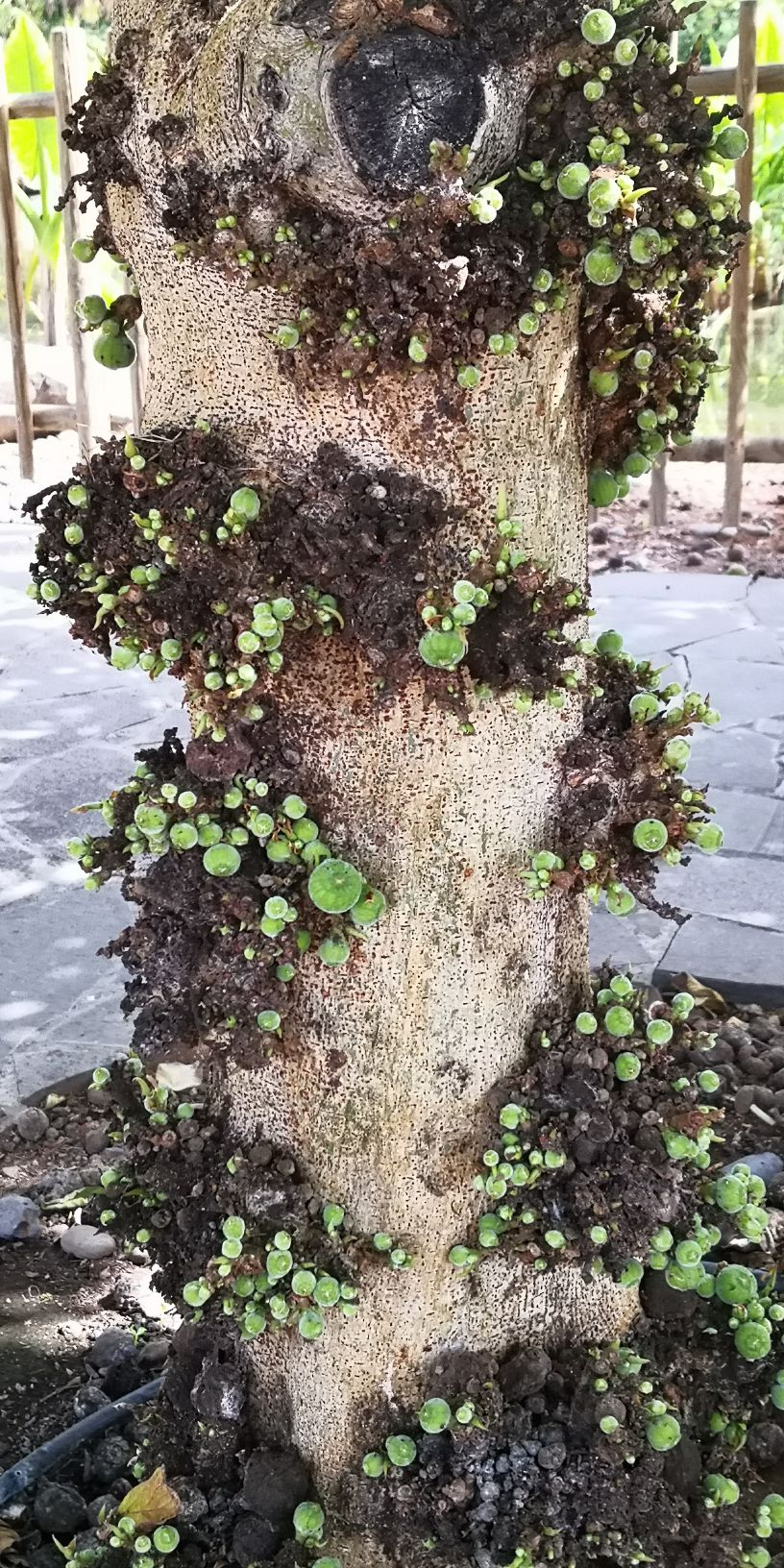
未成熟的果實
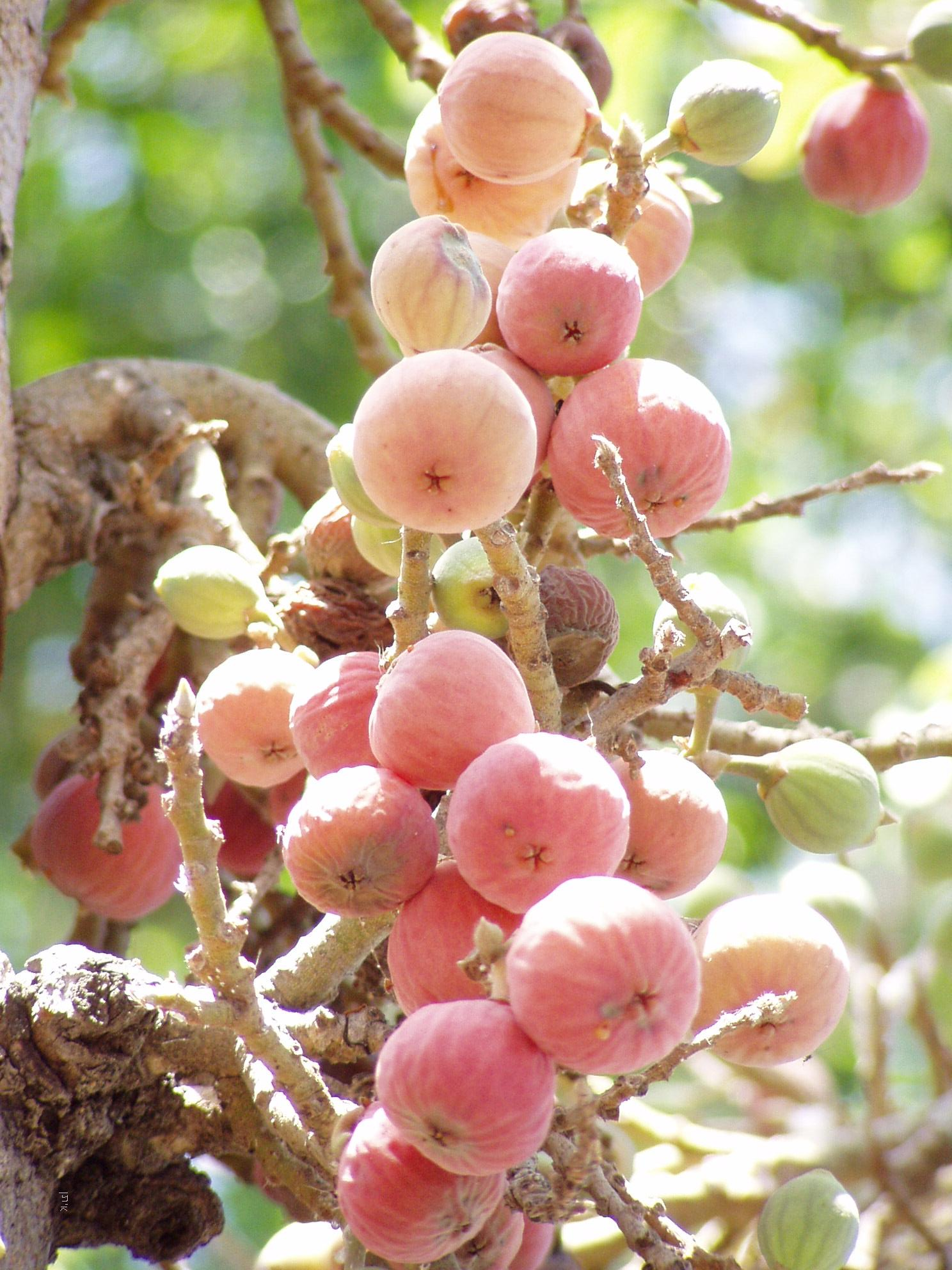
果實
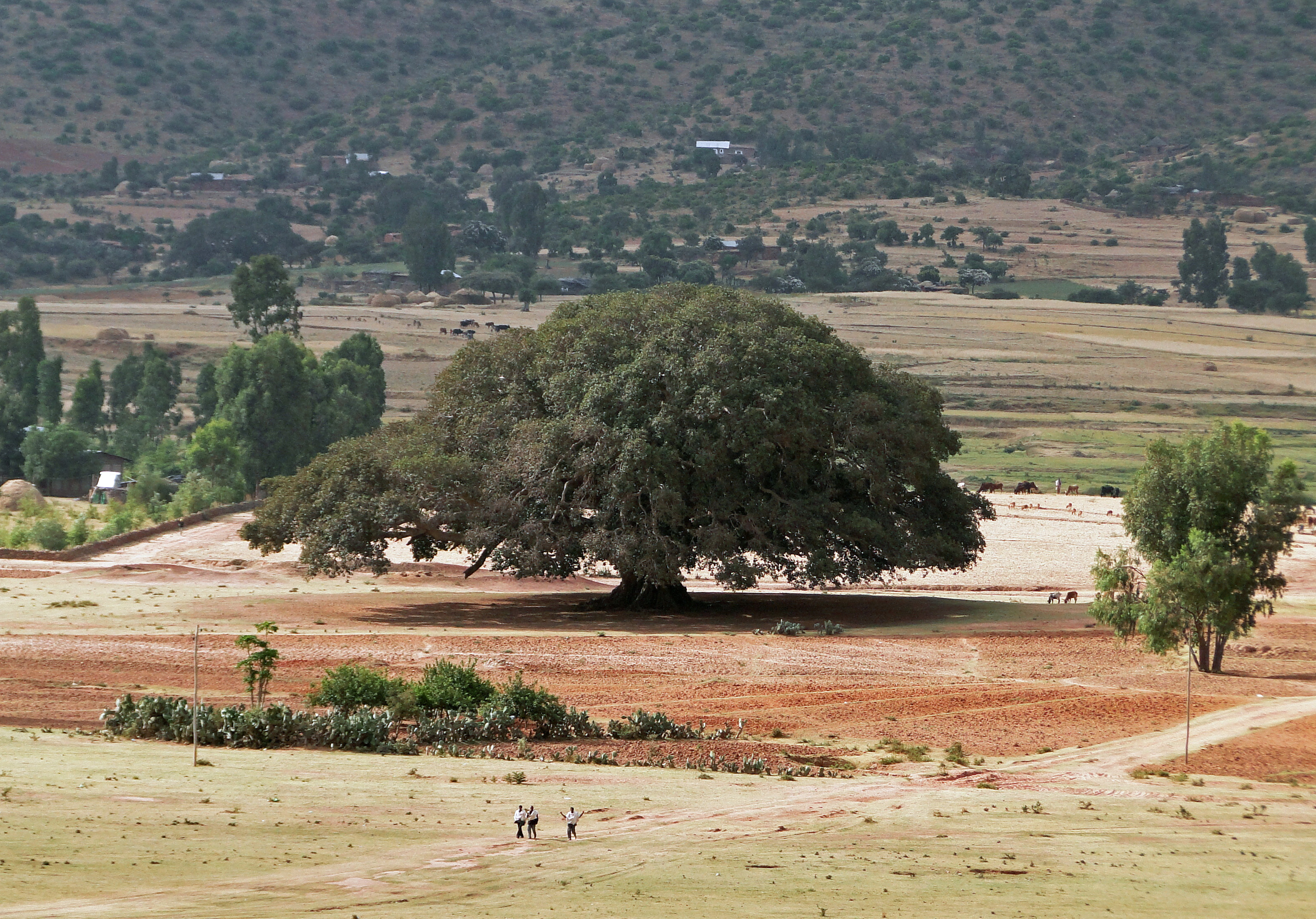
攝於埃塞俄比亚

## 外部連結
- Figweb.org -榕树
- 纪录片：树木女王（肯亚）
  - pbs.org：树木女王
  - pbs.org/wnet/nature：肯亚的無花果树
- West African plants（西非植物攝影指南）中有關Ficus sycomorus的資料